# Apodytes bebile
Apodytes bebile är en tvåhjärtbladig växtart som beskrevs av Labat, R.Rabev. & El-achkar. Apodytes bebile ingår i släktet Apodytes och familjen Icacinaceae. Inga underarter finns listade i Catalogue of Life.